# Andrea Adolfo Campana
Andrea Adolfo Campana (Torino, 28 novembre 1815 – Torino, 17 ottobre 1871) è stato un militare italiano, insignito della medaglia d'oro al valor militare a vivente nel corso della prima guerra d'indipendenza italiana.

## Biografia
Nacque a Torino il 28 novembre 1815, all'interno di una famiglia che aveva dato nomi illustri alle armate ed alla politica del Piemonte, figlio di Angelo e di Orsola Chiara. Intrapresa la carriera militare dal 1825 frequentò la Regia Accademia di Artiglieria di Torino in qualità di allievo,  conseguendo la nomina a luogotenente il 24 dicembre 1833. Promosso capitano nel 1841 assunse il comando della 2ª batteria da battaglia e con essa prese parte alla prima guerra d'indipendenza italiana nel 1848 distinguendosi nella battaglia di Santa Lucia il 6 maggio ed al successivo assedio di Mantova.
Durante il ripiegamento dell'Armata sarda si prodigò con i suoi uomini nella protezione del 12º Reggimento fanteria della brigata Casale ed il 31 luglio 1848 prese posizione sulle barricate di Porta Romana davanti a Milano. Il 4 agosto, dalle 9:00 e per dodici ore consecutive, con i suoi cannoni e con quelli della 1ª batteria da posizione, della quale aveva assunto il comando quando era rimasto ucciso il capitano Avogadro, svolse una micidiale azione di fuoco sul nemico, tanto che le sue artiglierie cessarono il fuoco. Con Regio Decreto 23 agosto 1848 fu insignito della medaglia d'oro al valor militare a vivente. Sempre al comando della stessa batteria prese parte alla breve campagna militare contro l'Impero austriaco del 1849.
Ricevette una menzione onorevole a Genova nell'aprile 1849, dove agli ordini del generale Alfonso Ferrero della Marmora partecipò alla difesa della città contro gli eccessi della popolazione in rivolta. Fu promosso maggiore nel dicembre dello stesso anno e nel 1855 partecipò alla spedizione piemontese in Crimea meritandosi gli elogi dei comandanti per la bravura dimostrata in ogni circostanza.
Con la promozione a colonnello nel 1858 assunse il comandò il 1º Reggimento artiglieria da campagna partecipando alla seconda guerra d'indipendenza italiana.
Promosso maggior generale nel giugno 1860, ebbe il comando generale territoriale dell'artiglieria a Piacenza e, successivamente, a Genova.
Luogotenente generale nel 1863, fu assegnato al comando della divisione territoriale di Piacenza nel maggio 1866 e nel luglio successivo assunse il comando della 5ª Divisione dell'Esercito mobilitato per partecipare alle operazioni belliche nel corso della terza guerra d'indipendenza italiana. Messo definitivamente a riposo nel 1870, si spense a Torino il 17 ottobre 1871.

### Annotazioni
1. ↑  Suo padre che aveva combattuto nelle guerre napoleoniche, e dopo la restaurazione aveva raggiunto il grado di generale dell'Armata sarda e poi ricoperto l'incerico di deputato al primo Parlamento Subalpino.

### Fonti
1. ↑  Carolei, Greganti 1950, p. 58.
2. 1 2 3 4 5 6 7 8 9 10 11 12  Combattenti Liberazione.